# По пятам
«По пятам» (в других переводах «По собственным следам», «По замкнутому кругу») — научно-фантастический рассказ Роберта Хайнлайна, посвящённый парадоксам перемещений во времени. Рассказ, написанный в 1941 году, стал классикой научной фантастики и был одним из первых произведений, в которых рассматривалась проблема «временных петель», внёс большой вклад в развитие идеи машины времени.

## История
Рассказ был опубликован в 1941 году в октябрьском номере журнала Astounding Science Fiction под псевдонимом Энсон Макдональд. В дальнейшем он включался во многие сборники. В 1958 году в антологии «Race to the Stars» рассказ был напечатан под новым названием «Ворота времени» (англ. The Time Gate).

## Сюжет
Действие начинается в 1952 году. Молодой студент Боб Вилсон спешно сочиняет дипломную работу, которую он должен сдать на следующий день. Вдруг в комнате появляется незнакомец, а также непонятный объект в виде большого диска. Человек, назвавшийся Джо, говорит Бобу, что диск представляет собой ворота для перемещения во времени, и что Бобу необходимо пройти сквозь них. Поскольку за разговором Боб успевает выпить спиртного, он не верит Джо. Вдруг из диска появляется ещё один незнакомец, который, напротив, пытается остановить Джо и убеждает Боба не проходить в Ворота времени. Завязывается драка, в результате Боб падает в Ворота и оказывается в будущем. Он встречается с бородатым человеком по имени Диктор в необычном здании, где нет ничего, кроме устройства по перемещению во времени.
Диктор объясняет Бобу, что тот попал в мир через 30 тысяч лет после двадцатого века, и что он может занять в этом мире важное положение, но ему надо выполнить просьбу Диктора — переместиться в прошлое и прислать оттуда в будущее одного человека. Боба перемещают в тот же день, где он был, и он видит за столом себя. Повторяется та же сцена, только Боб теперь выступает роли того самого Джо, который уговаривает Боба войти в Ворота. После этого Боб (Джо) сам тоже входит в ворота и опять встречает Диктора. Диктор даёт ему список вещей и просит принести их, ещё раз переместившись в прошлое. Однако Боб не хочет идти на поводу у Диктора и сам снова направляется в тот же день 1952 года, чтобы на этот раз отговорить «первого» Боба от путешествия. На этот раз он выступает в роли второго незнакомца, противостоящего Джо.
После сцены, в которой «первый» Боб, а за ним Боб-Джо проходят сквозь Ворота времени, Боб тоже возвращается в будущее. На сей раз он решает действовать независимо от Диктора. Он перемещается в более ранее прошлое, покупает все вещи по списку Диктора (в том числе книги и грампластинки с проигрывателем), возвращается в будущее, а потом отправляется на десять лет назад по отношению к тому дню, когда он говорил с Диктором. Так он хочет выяснить, кто такой Диктор, и как устроен мир в будущем. (Ранее Диктор объяснял ему, что тысячи лет миром правили Высшие, которые и оставили людям Ворота времени) Помимо странного замка, в котором находятся Ворота времени, и никого нет, Боб обнаруживает племя послушных людей, готовых подчиниться ему. Он становится их вождём и при помощи купленных ранее книг и пластинок приобщает к цивилизации.
Проходит десять лет. Диктора Боб так и не встречает. Однажды в комнате с Воротами времени появляется молодой человек («первый» Боб), не понимающий, где он. Постаревший Боб, осознав, что он и есть Диктор, и что временная петля замкнулась, снова отправляет «первого» Боба в прошлое с тем же заданием…

## Русские переводы
- В. Жураховский («По пятам»)
- В. Гольдич («По собственным следам»)
- В. Гольдич, И. Оганесова («По собственным следам»)
- В. П. Ковалевский, Н. П. Штуцер («По замкнутому кругу»)

В некоторых русскоязычных изданиях и сетевых библиотеках рассказ приводится не до конца, оканчиваясь возвращением главного героя в будущее после двух своих ранних «двойников».